# EcoRodovias
A EcoRodovias (B3: 19453, ECOR3) é uma empresa de infraestrutura focada na gestão e operação de concessões rodoviárias com sede na cidade de São Paulo. Atualmente, o Grupo EcoRodovias é uma das principais companhias de infraestrutura do Brasil e do mundo, com 24 concessões e dez concessionárias de rodovias que totalizam mais de 5 600 quilômetros de extensão, sendo mais de 4 mil no Brasil.
A empresa é listada no Novo Mercado da B3 desde 2010, com 48,1% das suas ações detidas pelo mercado. O controle é do Gruppo ASTM.

## Histórico

### Ecovias
De acordo com a licitação, o período de concessão é estipulado em 20 anos, sendo que o início da operação ocorreu em 27 de maio de 1998. Dentre as principais obras realizadas pela concessionária, destacam-se a construção da pista descendente (Pista Sul) da Rodovia dos Imigrantes do km 41 ao 62,58. A obra entregue à população em 17 de dezembro de 2002, foi realizada com uma das mais atuais técnicas de construção sem prejudicar  equilíbrio ecológico da região (Serra do Mar), importante resquício da Mata Atlântica no estado de São Paulo.[carece de fontes?]

## Rodovias concedidas[carecede fontes?]
- SP-41 - Interligação Planalto do km 0 São Bernardo do Campo ao 8,0 São Bernardo do Campo
- SP-55 - Rodovia Cônego Domênico Rangoni (antiga Piaçaguera-Guarujá) do km 248,0 Bertioga ao 270,0 Cubatão
- SP-55 - Rodovia Padre Manoel da Nóbrega (antiga Pedro Taques) do km 270,0 Cubatão ao 292,0 Praia Grande
- SP-70 - Rodovia Ayrton Senna e Rodovia Governador Carvalho Pinto entre o km 11+190, em São Paulo e o km 134+700, no entroncamento com a Rodovia Presidente Dutra
- SP-99 - Rodovia dos Tamoios do km 4,5 São José dos Campos ao km 11,5 São José dos Campos
- SP-150 - Rodovia Anchieta do km 9,700 São Paulo ao 65,600 Santos
- SP-160 - Rodovia dos Imigrantes do km 11,460 São Paulo ao 70,0 Praia Grande
- BR-050 - De Cristalina (no entroncamento com a BR-040) até Delta, na divisa com o estado de São Paulo
- BR-101 - Ponte Rio-Niterói
- BR-101 - Do entroncamento com a BA-698 até a divisa do Espírito Santo com o Rio de Janeiro[5]
- BR-135 - De Curvelo (entroncamento com a BR-040) até Montes Claros
- BR-364 - Entroncamento BR-365 até Jataí
- BR-365 - De Uberlândia até entroncamento BR-364
- BR-116 - Trecho da Dutra, de Seropédica ao Rio de Janeiro; da Rio-Teresópolis entre Duque de Caxias e Sapucaia; e da Rio-Bahia, entre Além Paraíba e Governador Valadares.[1]
- BR-465 - Também conhecido como a Antiga Rio-SP, que liga a Via Dutra até o bairro de Campo Grande, Zona Oeste do Rio[1]
- BR-493 - O Arco Metropolitano que liga Itaguaí a Itaboraí, se juntando a BR-116 e a Magé Manilha, ligando Santa Guilhermina (Magé) a BR-101 (Trevo de Manilha)
- Rodovia Castelo Brancohttps://www.ecorodovias.com.br/noticias/ecovias-raposo-castello-inicia-operacao-em-sao-paulo-com-reducao-de-tarifa-de-pedagio/